# 1967 في إسبانيا
فيما يلي قوائم الأحداث التي وقعت خلال عام 1967 في إسبانيا.

## سياسة

### تعيين في المنصب
- 1 يناير – أدولفو سواريث عضو المحاكم الفرانكوية  [لغات أخرى]‏.
- 1 يناير – خوان أنطونيو سامارانش عضو المحاكم الفرانكوية  [لغات أخرى]‏.

## ظهور
- 1 يناير – أس

## مواليد

### يناير
- 7 يناير – خوان كارلوس باجينا لاعب كرة مضرب إسباني.
- 16 يناير – ألبرتو بويغ متسابق دراجات نارية إسباني.[1]
- 19 يناير – خافيير كامارا

### فبراير
- 20 فبراير – إدواردو إيتورالدي غونزاليس حكم كرة قدم إسباني.
- 21 فبراير – خوسيه ميغيل أنتونيز لاعب كرة سلة إسباني.

### أبريل
- 5 أبريل – ماريا أرشيدوقة النمسا
- 19 أبريل – هيري تورونتيجي متسابق دراجات نارية إسباني.
- 26 أبريل – كين

### مايو
- 21 مايو – فرناندو مارتينيز لاعب كرة قدم إسباني.

### يوليو
- 19 يوليو – كارلوس بوسكيتس لاعب كرة قدم إسباني.[2]
- 23 يوليو – روبرتو ليثاون دراج إسباني.
- 28 يوليو – لوكاس مونديلو مدرب كرة سلة إسباني.[3]

### سبتمبر
- 3 سبتمبر – سيباستيان لوسادا لاعب كرة قدم إسباني.[4]
- 10 سبتمبر – خوردي رورا[5]
- 19 سبتمبر – مانيل بوش لاعب كرة سلة إسباني.[6]
- 27 سبتمبر – فرانسيسكو خوسيه كامارازا لاعب كرة قدم إسباني.[7]

### أكتوبر
- 13 أكتوبر – ألفريدو سانتايلينا[8]
- 13 أكتوبر – بابلو لاسو لاعب كرة سلة إسباني.
- 23 أكتوبر – سيزار غوميز لاعب كرة قدم إسباني.

### نوفمبر
- 8 نوفمبر – خوسيه لويس كامينيرو لاعب كرة قدم إسباني.[9]
- 21 نوفمبر – بولي دياز

### ديسمبر
- 4 ديسمبر – غويليرمو أمور لاعب كرة قدم إسباني.[10]
- 5 ديسمبر – خوان كارلوس فريسناديو مخرج أفلام إسباني.[11]
- 26 ديسمبر – آنا بورغوس أكونيا تريثلت إسبانية.

## وفيات

### يناير
- 2 يناير – رامون زابالو (مواليد 1910) لاعب كرة قدم إسباني.

### مارس
- 2 مارس – أثورين (مواليد 1874)[12]
- 21 مارس – رامون إينسيناس (مواليد 1893)[13]

### أبريل
- 23 أبريل – إديجر نيبيه (مواليد 1899) فنان إسباني.[14]

### يوليو
- 18 يوليو – خوان لوكي دي سيرالونغا (مواليد 1882) لاعب كرة قدم مكسيكي.